# Gare de Pommevic
La gare de Pommevic est une gare ferroviaire française, fermée, de la ligne de Bordeaux-Saint-Jean à Sète-Ville, située sur le territoire de la commune de Pommevic, dans le département de Tarn-et-Garonne, en région Occitanie.
Jusqu'en 2017, c'était une halte voyageurs de la Société nationale des chemins de fer français (SNCF) du réseau TER Occitanie, desservie par des trains express régionaux.

## Situation ferroviaire
Établie à 70 mètres d'altitude, la gare de Pommevic est située, au passage à niveau (PN) 136, au point kilométrique (PK) 164,870 de la ligne de Bordeaux-Saint-Jean à Sète-Ville, entre les gares de Valence-d'Agen et de Malause.

## Histoire
En 2014, c'est une gare voyageurs d'intérêt local (catégorie C : moins de 100 000 voyageurs par an de 2010 à 2011), qui dispose de deux quais et un abri.
La SNCF décide de fermer les gares de Golfech, Pommevic et Malause le 2 juillet 2017.

## Service des voyageurs
C'était un point d'arrêt non géré (PANG) à accès libre du réseau TER Occitanie, desservie par des trains express régionaux de la relation Toulouse - Agen (ligne 18) et desservie par des bus du réseau de lignes départementales.

## Patrimoine ferroviaire
Le bâtiment voyageurs, consistant en une double maison de garde-barrière sans étage supérieur, est réaffecté de longue date en maison particulière.